# Castello di Tagliolo Monferrato
Il Castello di Tagliolo Monferrato è un antico castello situato nel comune di Tagliolo Monferrato in Piemonte.

## Storia

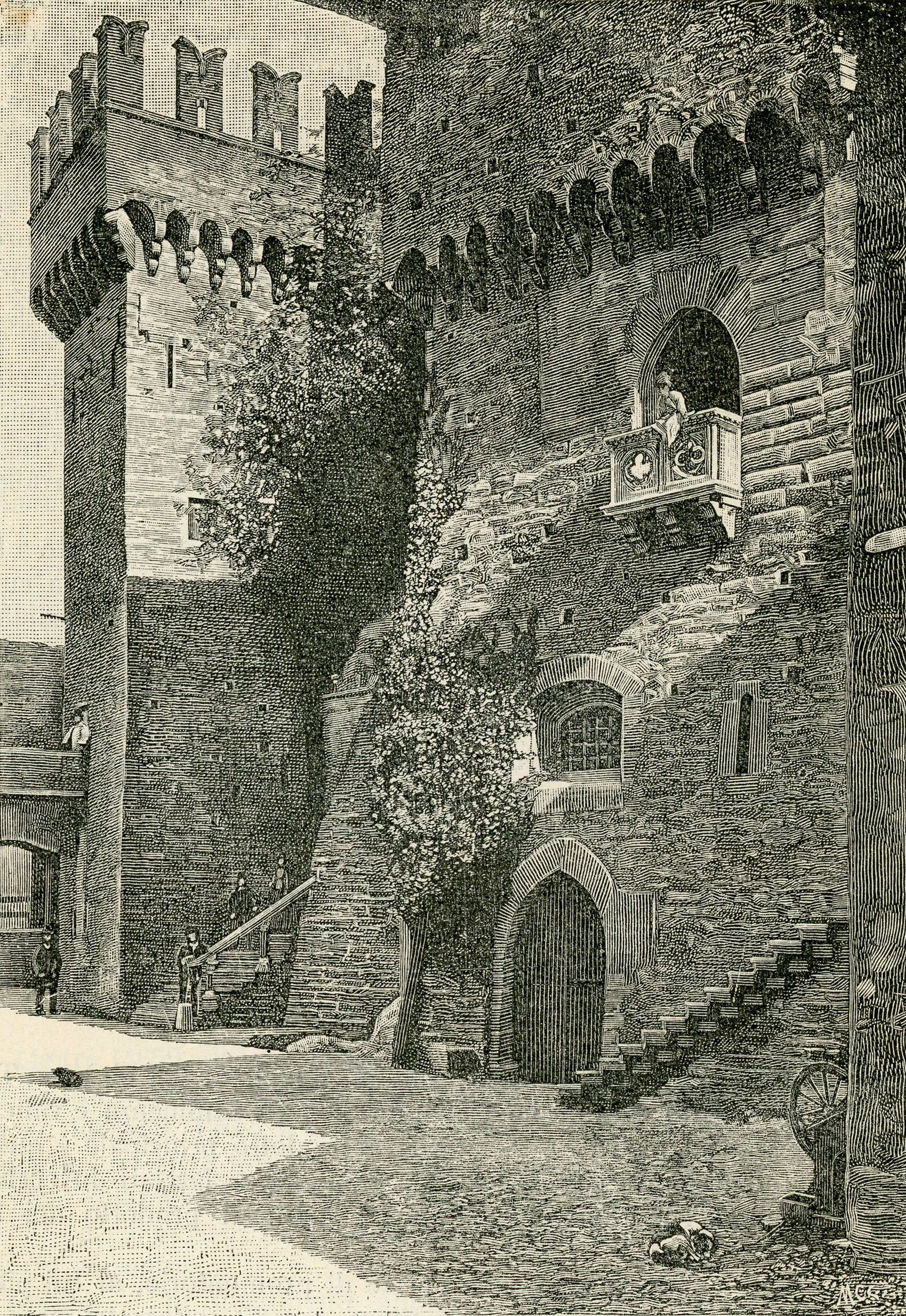
Il castello in una xilografia di Ernesto Mancastroppa

Le origini del castello risalgono alla seconda metà del X secolo, quando era una torre di avvistamento; la più antica attestazione del sito di Tagliolo è del 976, all'epoca in cui Ottone I concedeva il Monferrato in feudo al marchese Aleramo I. Nei secoli successivi, borgo e castello passarono sotto il controllo degli Oberdendo, dei Del Bosco, dei Malaspina, dei Doria e della Repubblica di Genova, che ne sfruttò la posizione strategica in Piemonte.
Nel 1498 l'area entrò nell'orbita del Ducato di Milano, che la concesse in feudo alla famiglia Gentile, insignita del titolo di conti di Tagliolo. Nel XVII secolo la struttura militare fu trasformata in residenza signorile. Nel 1750, con il matrimonio di Teresa Gentile e Costantino Pinelli, il feudo passò alla famiglia Pinelli-Gentile, i cui discendenti mantengono tuttora il titolo di marchesi e signori di Tagliolo. Alla fine del XIX secolo il castello venne restaurato ad opera dell'architetto Alfredo d'Andrade.

## Descrizione
Il castello si distingue per la sua torre quadrata, la parte più antica della struttura, le cui fondamenta corrispondono al nucleo altomedievale del castello; la sommità attuale, che raggiunge un'altezza di 38 metri, venne edificata tra il XV e XVI secolo. Nel cortile è visibile parte del torrione trecentesco con le caditoie del ponte levatoio di epoca medievale.

## Galleria d'immagini

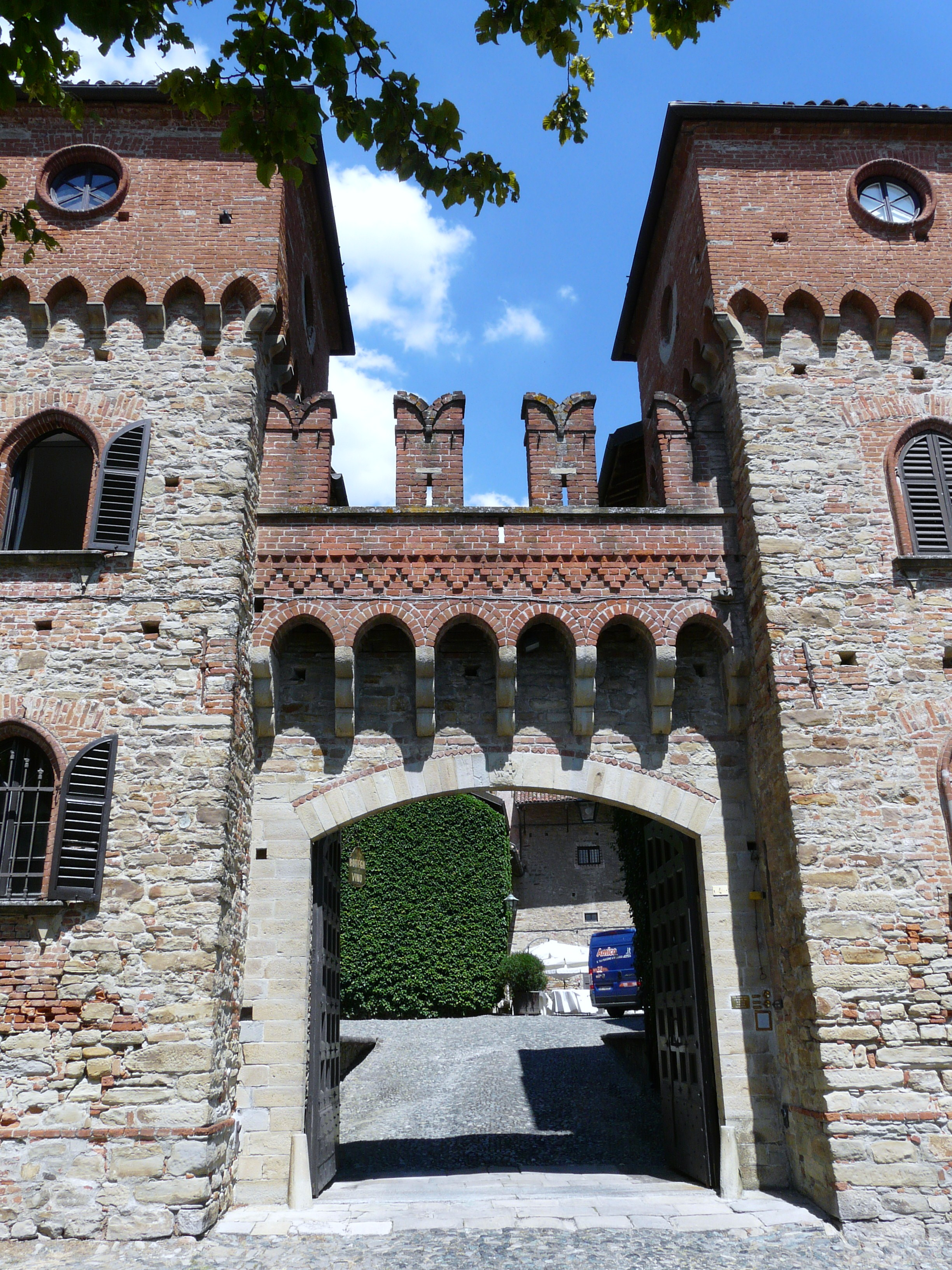
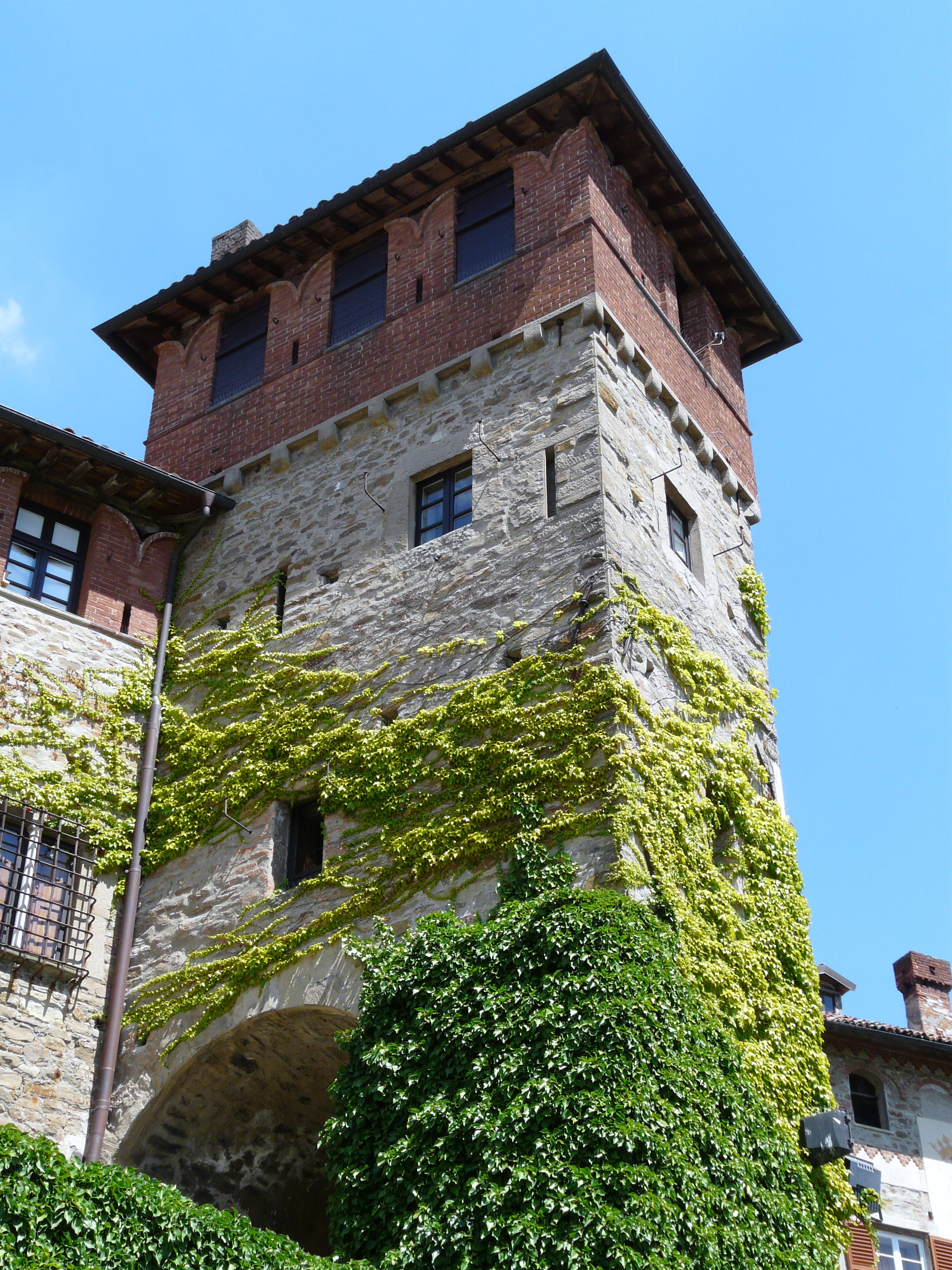
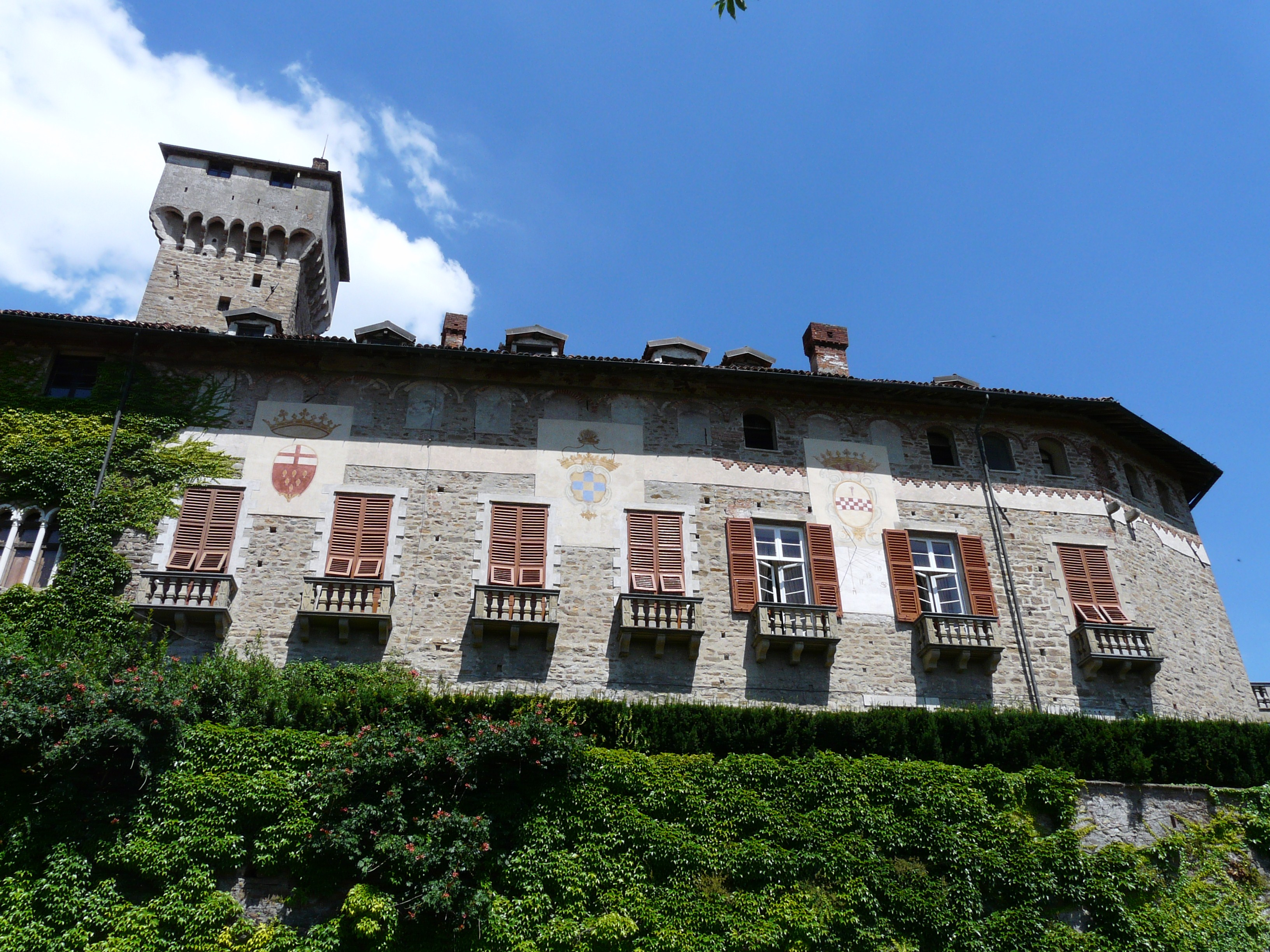